# Кожаные орудия

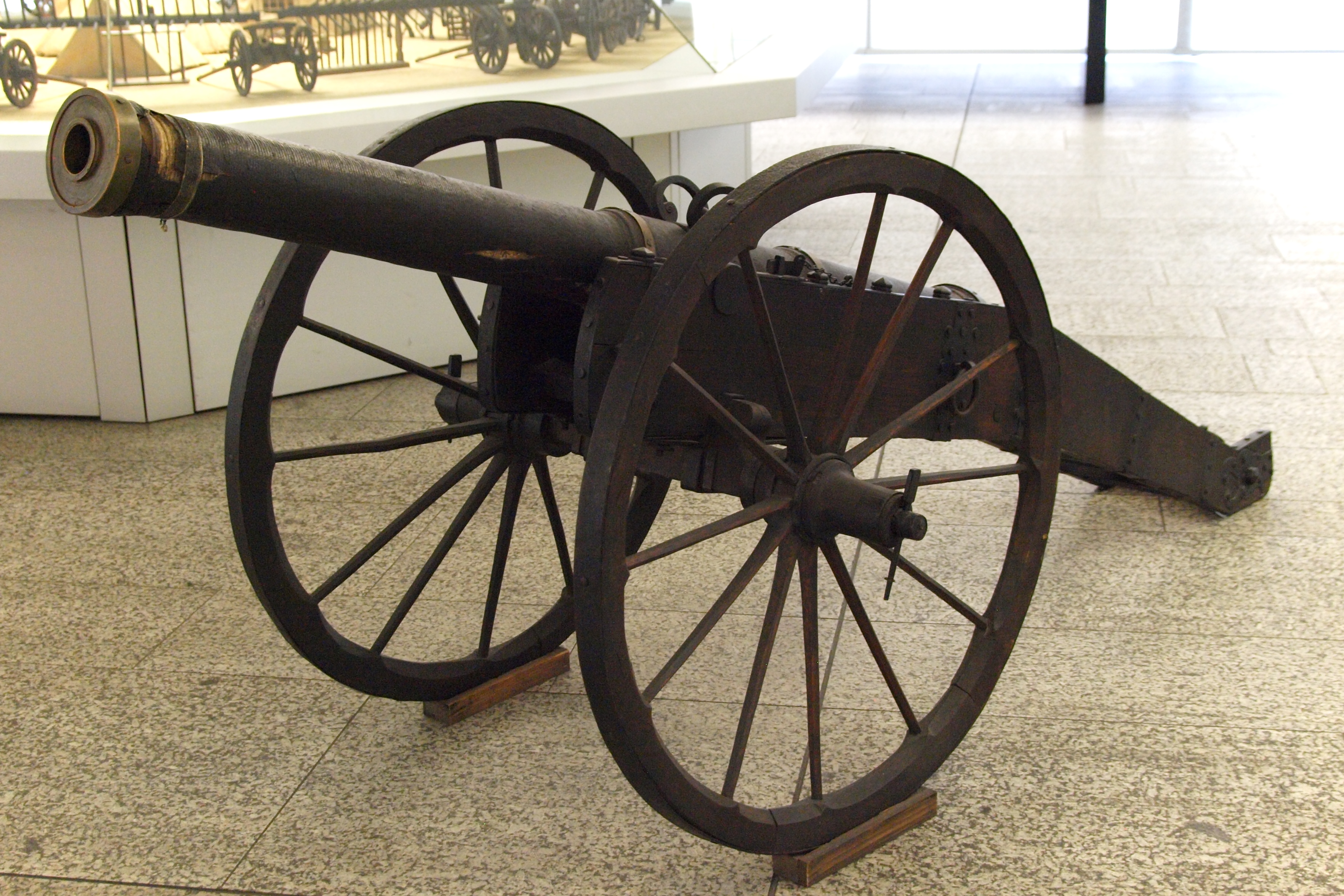
Ствол из меди, канатов, дерева, кожи и железа. Лафет из дерева и железа.

Кожаные орудия (швед. läderkanoner) — лёгкие пушки, изобретённые в XVII веке в Швеции для использования в полевых условиях.
В XV—XVI веках пушки использовались главным образом при осаде крепостей и в качестве крепостной артиллерии. Применённые в 1494 году французами во время итальянского похода орудия, перемещавшиеся при помощи лошадей, считались чем-то необычным. Лишь в XVII в. голландцы и шведы заложили основу настоящей полевой артиллерии.
Шведский король Густав II Адольф, принимавший активное участие в Тридцатилетней войне, стремился уменьшить вес орудий и сделать их более подвижными. С этой целью в шведской армии были введены так называемые «кожаные пушки», изобретённые в 1627 году немецким полковником Мельхиором фон Вурмбрандтом. Они состояли из тонкого медного ствола толщиной 1/8 калибра и были укреплены железными обручами. Кроме того, их перематывали верёвками, закреплявшимися своего рода клеем, и стягивали кожей. Вес ствола составлял всего 74 кг. Изготовлялись такие пушки на Юлитском пушечном заводе в Сёдерманланде.
В ходе польской войны Густава Адольфа эти орудия показали себя не с лучшей стороны, так как слишком сильно перегревались при стрельбе, а иногда разрывались. В связи с этим они были заменены 3-фунтовыми лёгкими орудиями из литейного чугуна и пушечного металла, которые были изготовлены шведским артиллерийским полковником Хансом фон Сигерутом.